# العلاقات المكسيكية النمساوية
العلاقات المكسيكية النمساوية هي العلاقات الثنائية التي تجمع بين المكسيك والنمسا.

## مقارنة بين البلدين
هذه مقارنة عامة ومرجعية للدولتين:
| وجه المقارنة                                              | المكسيك                                                                               | النمسا                                                    |
| --------------------------------------------------------- | ------------------------------------------------------------------------------------- | --------------------------------------------------------- |
| المساحة (كم2)                                             | 1.97 مليون                                                                            | 83.86 ألف                                                 |
| عدد السكان (نسمة)                                         | 130.53 مليون                                                                          | 8.81 مليون                                                |
| الكثافة السكانية (ن./كم²)                                 | 66.26                                                                                 | 105.06                                                    |
| العاصمة                                                   | مدينة مكسيكو                                                                          | فيينا                                                     |
| اللغة الرسمية                                             | اللغة الإسبانية                                                                       | اللغة الألمانية، لغة الإشارة النمساوية ‏                   |
| العملة                                                    | بيزو مكسيكي                                                                           | يورو، شلن نمساوي، رايخ مارك، شلن نمساوي                   |
| الناتج المحلي الإجمالي (بليون دولار)                      | 1.15 تريليون                                                                          | 416.60 مليار                                              |
| الناتج المحلي الإجمالي (تعادل القوة الشرائية) بليون دولار | 2.16 تريليون                                                                          | 426.99 مليار                                              |
| الناتج المحلي الإجمالي الاسمي للفرد دولار أمريكي          | 9.01 ألف                                                                              | 43.77 ألف                                                 |
| الناتج المحلي الإجمالي للفرد دولار أمريكي                 | 17.32 ألف                                                                             | 47.68 ألف                                                 |
| مؤشر التنمية البشرية                                      | 0.756                                                                                 | 0.885                                                     |
| رمز المكالمات الدولي                                      | +52                                                                                   | +43                                                       |
| رمز الإنترنت                                              | .mx                                                                                   | .at                                                       |
| المنطقة الزمنية                                           | منطقة زمنية وسطى، المنطقة الزمنية الجبلية، زمن منطقة المحيط الهادئ، منطقة زمنية شرقية | توقيت وسط أوروبا، ت ع م+01:00، ت ع م+02:00، أوروبا/فيينا ‏ |

## منظمات دولية مشتركة
يشترك البلدان في عضوية مجموعة من المنظمات الدولية، منها:
| علم المنظمة | اسم المنظمة                        | تاريخ انضمام المكسيك | تاريخ انضمام النمسا |
| ----------- | ---------------------------------- | -------------------- | ------------------- |
|             | مؤسسة التنمية الدولية              | 24 أبريل 1961        | 28 يونيو 1961       |
|             | يونسكو                             | 4 نوفمبر 1946        | 13 أغسطس 1948       |
|             | وكالة ضمان الاستثمار متعدد الأطراف | 1 يوليو 2009         | 16 ديسمبر 1997      |
|             | منظمة التعاون الاقتصادي والتنمية   | ?                    | ?                   |
|             | الأمم المتحدة                      | 7 نوفمبر 1945        | 14 ديسمبر 1955      |
|             | الفريق المعني برصد الأرض           | ?                    | ?                   |
|             | الاتحاد البريدي العالمي            | ?                    | ?                   |
|             | البنك الدولي للإنشاء والتعمير      | 31 ديسمبر 1945       | 27 أغسطس 1948       |
|             | الاتحاد الدولي للاتصالات           | 1 يوليو 1908         | 1866                |
|             | منظمة حظر الأسلحة الكيميائية       | ?                    | ?                   |
|             | مؤسسة التمويل الدولية              | 20 يوليو 1956        | 28 سبتمبر 1956      |
|             | مجموعة أستراليا                    | 2013                 | 1989                |
|             | منظمة التجارة العالمية             | 1995                 | ?                   |
|             | مجموعة الموردين النوويين           | ?                    | ?                   |
|             | منظمة الشرطة الجنائية الدولية      | ?                    | ?                   |

## أعلام
هذه قائمة لبعض الشخصيات التي تربطها علاقات بالبلدين:
- أوجينيو سيلر (ممثل مكسيكي، 5 أبريل 1981 – )
- باتريشيا اسبينوزا (سياسية ودبلوماسية مكسيكية، 21 أكتوبر 1958 – )
- فرنسيسكو كاستيلو ناخيرا (دبلوماسي مكسيكي، 25 نوفمبر 1886 – 1950)
- لورا هارينج (3 مارس 1964 – )
- ماكسيميليان إمبراطور المكسيك (6 يوليو 1832[20] – 19 يونيو 1867[20])

## وصلات خارجية
- موقع وزارة الخارجية المكسيكية
- موقع وزارة الخارجية النمساوية